# Grzegorz Grassi
Grzegorz Grassi, włos. Gregorio Maria Grassi (chiń. 艾士杰; pinyin Ài Shìjié; ur. 13 grudnia 1833 w Castellazzo Bormida w Królestwie Sardynii, zm. 9 lipca 1900 w Taiyuan, prowincja Shanxi w Chinach) – święty Kościoła katolickiego, włoski franciszkanin obserwant, misjonarz, biskup i męczennik, wikariusz apostolski Północnego Shanxi.

## Życiorys
Grzegorz miał ośmioro rodzeństwa.  Został ochrzczony imieniem Peirluigi. 2 listopada 1848 r. wstąpił do zakonu franciszkanów obserwantów w Montiano i przyjął imię Gregorius. 17 sierpnia 1856 r. został wyświęcony na kapłana. W 1860 r. udał się na misje do Chin. Został wysłany do prowincji Shanxi i spędził wiele lat w obszarze Tianjin. Po przeniesieniu do Taiyuan został przełożonym misji, dyrektorem sierocińca i kierownikiem chóru w seminarium. 28 stycznia 1876 r. został biskupem koadiutorem wikariatu apostolskiego Shanxi. Powiększył istniejący sierociniec i wybudował kolejne.
Podczas powstania bokserów doszło do prześladowań chrześcijan. Zarządca prowincji Shanxi Yuxian nienawidził chrześcijan. Z jego polecenia biskup Grassi został aresztowany razem z 2 innymi biskupami (Franciszek Fogolla, Eliasz Facchini), 3 księżmi, 7 zakonnicami ze zgromadzenia Franciszkanek Misjonarek Maryi, 7 seminarzystami, 10 świeckimi pomocnikami misji i kilkoma chińskimi wdowami. Aresztowano również protestanckich duchownych razem z ich rodzinami. Biskup Grassi został stracony z rozkazu gubernatora Shanxi 9 lipca 1900 r. W tym dniu zabito łącznie 26 męczenników. W styczniu 1901 r. nowy zarządca prowincji urządził ich uroczysty pogrzeb.

## Beatyfikacja i kanonizacja
Został beatyfikowany 24 listopada 1946 r. przez Piusa XII w grupie Grzegorz Grassi i 28 Towarzyszy. Kanonizowany w grupie 120 męczenników chińskich 1 października 2000 r. przez Jana Pawła II.

## Dzień obchodów
Wspomnienie liturgiczne w Kościele katolickim obchodzone jest 8 lipca w grupie 120 męczenników chińskich.